# Payback 2013
Payback 2013 è stata la prima edizione dell'omonimo evento in pay-per-view prodotto annualmente dalla WWE. L'evento si è svolto il 16 giugno 2013 all'Allstate Arena di Rosemont (Illinois).

## Storyline
Nella puntata di Raw del 21 maggio, Ryback irrompe nell'arena con un'ambulanza come riferimento a quanto successo la notte precedente a Extreme Rules (i due sono stati trasportati dall'ambulanza) proponendo a John Cena un Ambulance match con in palio il WWE Championship. Ma nella puntata di Raw del 27 maggio John Cena propone un Three Stages of Hell match composto da un Lumberjack match, un Tables match e l'Ambulance match originariamente previsto. Ryback accetta la nuova stipulazione e il match diventa ufficiale.
Nella puntata di Raw del 27 maggio Paul Heyman è ospite del "Highlight Reel" di Chris Jericho che sfida CM Punk e, dopo essere stato più volte provocato, Heyman annuncia di accettare la sfida a nome di Punk stesso.
Dopo diversi scontri tra The Miz, Wade Barrett e Fandango, viene sancito tra i tre un match per il titolo intercontinentale al ppv, successivamente però Fandango si infortuna e nella puntata di Raw del 10 giugno, il suo posto viene preso da Curtis Axel.
Dopo diversi scontri tra lo Shield e il Team Hell No e Randy Orton dove è sempre lo Shield a trionfare, Il 10 giugno, a Raw, Ambrose viene sconfitto per squalifica da Kane in seguito all'intervento di Rollins e Reigns. Quindi nella stessa serata viene annunciato un match per lo United States Championship tra Kane e Dean Ambrose. Nella puntata di SmackDown del 14 giugno, la striscia di imbattibilità dello Shield termina per mano del Team Hell No e di Randy Orton, quando Daniel Bryan sottomette Seth Rollins e successivamente viene ufficializzato il match tra Rollins & Reigns contro Bryan & Orton per i WWE Tag Team Championship.
Nella puntata di Raw dell'8 aprile Alberto Del Rio sconfigge Jack Swagger e Zeb colter in un handicap match, dopo il match Dolph Ziggler incassa il money in the bank vincendo il World Heavyweight Championship per la seconda volta. Viene annunciato che per Extreme Rules c'è un triple threat match. Il 7 maggio a SmackDown, Ziggler subisce una commozione cerebrale in unon title match contro Swagger. Ad Extreme Rules, a seguito della vittoria di Alberto Del Rio nell'I Quit Match ai danni di Jack Swagger, diventa il primo contendente al World Heavyweight Championship detenuto dall'infortunato Dolph Ziggler. Ziggler ritorna nella puntata di Raw del 10 giugno dove viene annunciato che difenderà il World Heavyweight Championship contro Del Rio a Payback.

## Risultati
| #       | Incontri                                                              | Stipulazioni                                                 | Durata |
| ------- | --------------------------------------------------------------------- | ------------------------------------------------------------ | ------ |
| Kickoff | Sheamus ha sconfitto Damien Sandow                                    | Single match                                                 | 10:25  |
| 1       | Curtis Axel (con Paul Heyman) ha sconfitto The Miz e Wade Barrett (c) | Triple threat match per il WWE Intercontinental Championship | 10:34  |
| 2       | AJ Lee (con Big E) ha sconfitto Kaitlyn (c) per sottomissione         | Single match per il WWE Divas Championship                   | 10:52  |
| 3       | Dean Ambrose (c) ha sconfitto Kane per count-out                      | Single match per il WWE United States Championship           | 09:33  |
| 4       | Alberto Del Rio ha sconfitto Dolph Ziggler (c) (con AJ Lee e Big E)   | Single match per il World Heavyweight Championship           | 13:48  |
| 5       | CM Punk (con Paul Heyman) ha sconfitto Chris Jericho                  | Single match                                                 | 21:19  |
| 6       | Lo Shield (c) ha sconfitto Daniel Bryan e Randy Orton                 | Tag team match per il WWE Tag Team Championship              | 12:07  |
| 7       | John Cena (c) ha sconfitto Ryback                                     | Three stages of hell match per il WWE Championship           | 24:40  |